# Deborah Compagnoni
Deborah Compagnoni (Bormio, 4 giugno 1970) è un'ex sciatrice alpina italiana, prima atleta ad aver vinto una medaglia d'oro in tre diverse edizioni dei Giochi olimpici invernali nella storia dello sci alpino.
Nonostante alcuni gravi infortuni subiti in carriera, è stata tra le più vittoriose sciatrici alpine italiane: nel suo palmarès figurano tra l'altro sedici vittorie in Coppa del Mondo, tre medaglie d'oro olimpiche e tre medaglie d'oro mondiali. Ha conquistato anche una Coppa del Mondo di slalom gigante. Fu l'alfiere della rappresentativa italiana durante la cerimonia di apertura dei XVII Giochi olimpici invernali di Lillehammer 1994.

## Biografia

### Carriera sciistica

#### Stagioni 1986-1992
Originaria di Santa Caterina Valfurva in Valtellina, debuttò in campo internazionale in occasione dei Mondiali juniores di Bad Kleinkirchheim 1986 dove, non ancora sedicenne, vinse la medaglia di bronzo nella discesa libera; l'anno dopo nella rassegna iridata giovanile di Hemsedal/Sälen 1987 conquistò la medaglia d'oro nello slalom gigante e nuovamente quella di bronzo nella discesa libera. Sempre nel 1987, il 28 novembre, ottenne il primo piazzamento in Coppa del Mondo, a Sestriere in supergigante (5ª). Nel 1988 subì il primo degli infortuni che avrebbero seriamente inciso sulla sua carriera, la rottura del ginocchio destro, seguito da un grave blocco intestinale che ne mise a rischio la vita; ai Campionati italiani 1989 vinse la medaglia d'oro in tutte e quattro le specialità in programma (discesa libera, supergigante, slalom gigante e slalom speciale).
In Coppa del Mondo ottenne il primo podio nello slalom gigante di Santa Caterina di Valfurva dell'8 dicembre 1991 (2ª dietro alla svizzera Vreni Schneider) e la prima vittoria nel supergigante di Morzine del 26 gennaio 1992. Esordì ai Giochi olimpici invernali ad Albertville 1992, dove vinse la medaglia d'oro nel supergigante ma il giorno seguente, mentre gareggiava nello slalom gigante, subì uno dei suoi gravi infortuni ai legamenti delle ginocchia: il suo grido di dolore, ripreso dalla diretta televisiva, entrò nelle case di tutti gli appassionati di sci del mondo.

#### Stagioni 1993-1997
All'esordio iridato, Morioka 1993, fu 5ª nel supergigante, mentre l'anno dopo, ai XVII Giochi olimpici invernali di Lillehammer 1994, conquistò nello slalom gigante (specialità nella quale aveva già vinto nella stessa stagione tre gare di Coppa del Mondo) il suo secondo oro olimpico; inoltre fu l'alfiere della rappresentativa italiana durante la cerimonia d'apertura e si classificò 17ª nel supergigante e 10ª nello slalom speciale.
Divenne campionessa mondiale nello slalom gigante nelle edizioni di Sierra Nevada 1996 (dove invece non terminò lo slalom speciale) e Sestriere 1997; sulle nevi italiane ottenne la medaglia d'oro anche nello slalom speciale, una doppietta che solo pochi atleti nella storia dello sci hanno saputo conquistare. In quella stessa stagione in Coppa del Mondo si aggiudicò la coppa di cristallo di slalom gigante con 140 punti di vantaggio su Katja Seizinger: per la prima volta una sciatrice italiana vinse una Coppa di specialità, al termine di una stagione durante la quale la Compagnoni si aggiudicò cinque vittorie nel circuito - tra cui lo slalom speciale di Semmering del 29 dicembre, unica sua vittoria in Coppa del Mondo nella specialità - e il 4º posto nella classifica generale.

#### Stagioni 1998-1999
Ai XVIII Giochi olimpici invernali di Nagano 1998, sua ultima presenza olimpica, si riconfermò campionessa olimpica nello slalom gigante - prima atleta a vincere tre medaglie d'oro in tre diverse edizioni dei Giochi - e ottenne la medaglia d'argento nello slalom speciale giungendo alle spalle di Hilde Gerg per sei centesimi di secondo. In Coppa del Mondo quell'anno vinse quattro slalom giganti, tra i quali l'ultimo della sua carriera a Bormio il 6 gennaio, e si classificò 2ª nella classifica di specialità, superata da Martina Ertl di 26 punti, e nuovamente 4ª in quella generale.
L'11 dicembre 1998 salì per l'ultima volta sul podio in Coppa del Mondo, a Val-d'Isère in slalom gigante (2ª), e ai successivi Mondiali di Vail-Beaver Creek 1999, sua ultima partecipazione a una rassegna iridata, fu 7ª nello slalom gigante e 8ª nello slalom speciale. Si ritirò al termine di quella stessa stagione; la sua ultima gara in Coppa del Mondo fu lo slalom gigante di Sierra Nevada del 13 marzo (7ª) e la sua ultima gara in carriera fu uno slalom gigante FIS disputato a Hafjell il 24 marzo.

### Bilancio della carriera
Nei suoi anni di maggior rendimento primeggiò nelle specialità tecniche e soprattutto nello slalom gigante in cui, tra il 1994 e il 1998, vinse tutti i trofei in palio tra Olimpiadi e Mondiali, oltre a una Coppa del Mondo di specialità in slalom gigante. I numerosi infortuni, nonostante la vittoria in 16 gare di Coppa del Mondo (2 in supergigante, 13 in slalom gigante e 1 in slalom speciale) e di una Coppa del Mondo di slalom gigante, le impedirono di disputare numerose stagioni complete (disputò dall'inizio alla fine solo quelle del 1993, del 1994, del 1997 e del 1998). Tra le sue migliori prestazioni figura la striscia di nove vittorie consecutive in slalom gigante nel 1997-1998 (8 in Coppa del Mondo più una ai Mondiali di Sestriere) e la vittoria con un distacco di 3 secondi e 41 centesimi inflitto ad Alexandra Meissnitzer nello slalom gigante di Coppa del Mondo disputato a Park City il 21 novembre 1997.

### Vita privata
La campionessa ha sposato l'imprenditore Alessandro Benetton, poi la coppia ha deciso di separarsi nel 2021 dopo 13 anni di matrimonio: i due coniugi hanno avuto tre figli, due femmine e un maschio.

## Altre attività
Il 14 ottobre 2002 fondò a Bormio insieme ad alcuni amici l'associazione filantropica "Sciare Per La Vita", dedicata alla lotta contro la leucemia. Il 10 febbraio 2006 fu tra gli ultimi tedofori della cerimonia di apertura dei XX Giochi olimpici invernali di Torino 2006: ricevette la fiamma olimpica da Piero Gros e, dopo il suo tratto di corsa, la passò alla fondista Stefania Belmondo.

## Palmarès

### Olimpiadi
- 4 medaglie:
  - 3 ori (supergigante ad Albertville 1992; slalom gigante a Lillehammer 1994; slalom gigante a Nagano 1998)
  - 1 argento (slalom speciale a Nagano 1998)

### Mondiali
- 3 medaglie:
  - 3 ori (slalom gigante a Sierra Nevada 1996; slalom gigante, slalom speciale a Sestriere 1997)

### Mondiali juniores
- 3 medaglie:
  - 1 oro (slalom gigante a Hemsedal/Sälen 1987)
  - 2 bronzi (discesa libera a Bad Kleinkirchheim 1986; discesa libera a Hemsedal/Sälen 1987)

### Coppa del Mondo
- Miglior piazzamento in classifica generale: 4ª nel 1997 e nel 1998
- Vincitrice della Coppa del Mondo di slalom gigante nel 1997
- 44 podi:
  - 16 vittorie
  - 15 secondi posti
  - 13 terzi posti

#### Coppa del Mondo - vittorie
| Data             | Località          | Paese       | Specialità |
| ---------------- | ----------------- | ----------- | ---------- |
| 26 gennaio 1992  | Morzine           | Francia     | SG         |
| 7 marzo 1993     | Morzine           | Francia     | SG         |
| 5 dicembre 1993  | Tignes            | Francia     | GS         |
| 11 dicembre 1993 | Veysonnaz         | Svizzera    | GS         |
| 5 gennaio 1994   | Morzine           | Francia     | GS         |
| 8 gennaio 1995   | Haus              | Austria     | GS         |
| 2 marzo 1996     | Narvik            | Norvegia    | GS         |
| 29 dicembre 1996 | Semmering         | Austria     | SL         |
| 17 gennaio 1997  | Zwiesel           | Germania    | GS         |
| 18 gennaio 1997  | Zwiesel           | Germania    | GS         |
| 26 gennaio 1997  | Cortina d'Ampezzo | Italia      | GS         |
| 15 marzo 1997    | Vail              | Stati Uniti | GS         |
| 25 ottobre 1997  | Tignes            | Francia     | GS         |
| 21 novembre 1997 | Park City         | Stati Uniti | GS         |
| 19 dicembre 1997 | Val-d'Isère       | Francia     | GS         |
| 6 gennaio 1998   | Bormio            | Italia      | GS         |

Legenda:

SG = supergigante

GS = slalom gigante

SL = slalom speciale

### Campionati italiani
- 12 medaglie[9]
  - 9 ori (discesa libera, supergigante, slalom gigante, slalom speciale nel 1989; supergigante, slalom gigante nel 1991; slalom gigante nel 1993; slalom gigante nel 1994; slalom gigante nel 1997)
  - 1 argento (slalom gigante nel 1987)
  - 2 bronzi (slalom speciale nel 1991; slalom gigante nel 1998)

## Statistiche

### Podi in Coppa del Mondo
| Stagione/Specialità | Supergigante           | Supergigante           | Supergigante           | Slalom gigante         | Slalom gigante         | Slalom gigante         | Slalom speciale        | Slalom speciale        | Slalom speciale        | Podi totali            |
| ------------------- | ---------------------- | ---------------------- | ---------------------- | ---------------------- | ---------------------- | ---------------------- | ---------------------- | ---------------------- | ---------------------- | ---------------------- |
| Stagione/Specialità | 1º                     | 2º                     | 3º                     | 1º                     | 2º                     | 3º                     | 1º                     | 2º                     | 3º                     | Podi totali            |
| 1988                |                        |                        |                        |                        |                        |                        |                        |                        |                        | 0                      |
| 1989                | stagione non disputata | stagione non disputata | stagione non disputata | stagione non disputata | stagione non disputata | stagione non disputata | stagione non disputata | stagione non disputata | stagione non disputata | stagione non disputata |
| 1990                |                        |                        |                        |                        |                        |                        |                        |                        |                        | 0                      |
| 1991                |                        |                        |                        |                        |                        |                        |                        |                        |                        | 0                      |
| 1992                | 1                      |                        |                        |                        | 4                      |                        |                        | 1                      |                        | 6                      |
| 1993                | 1                      |                        | 1                      |                        | 1                      | 2                      |                        |                        | 1                      | 6                      |
| 1994                |                        |                        |                        | 3                      | 1                      |                        |                        |                        | 1                      | 5                      |
| 1995                |                        |                        |                        | 1                      |                        | 3                      |                        | 1                      |                        | 5                      |
| 1996                |                        |                        |                        | 1                      | 1                      |                        |                        |                        |                        | 2                      |
| 1997                |                        |                        |                        | 4                      | 2                      |                        | 1                      | 1                      | 1                      | 9                      |
| 1998                |                        |                        |                        | 4                      |                        | 2                      |                        | 2                      | 1                      | 9                      |
| 1999                |                        |                        |                        |                        | 1                      | 1                      |                        |                        |                        | 2                      |
| Totale              | 2                      | 0                      | 1                      | 13                     | 10                     | 8                      | 1                      | 5                      | 4                      | 44                     |
| Totale              | 3                      | 3                      | 3                      | 31                     | 31                     | 31                     | 10                     | 10                     | 10                     | 44                     |

## Riconoscimenti
- Sportiva italiana dell'anno per La Gazzetta dello Sport nel 1996, 1997 e 1998[senza fonte].
- Le è stata intitolata la pista Deborah Compagnoni di Santa Caterina di Valfurva, il suo paese d'origine, disegnata per ospitare le gare femminili dei Campionati mondiali di sci alpino 2005[10]
- Nel maggio 2015 una targa a lei dedicata fu inserita nella Walk of Fame dello sport italiano a Roma, riservata agli ex atleti italiani che si sono distinti in campo internazionale[11][12].
- Le è stato intitolato un tratto di lungomare di Jesolo[13].